# Tyra (Vorname)
Tyra ist ein weiblicher Vorname.

## Herkunft und Bedeutung
Der Name wird vor allem im Norwegischen, Schwedischen und Dänischen verwendet und stammt vom alten nordischen Namen Þýri, einer Variante von Þórví oder Þórveig.

## Bekannte Namensträgerinnen
- Tyra Banks (* 1973), US-amerikanisches Fotomodell
- Tyra Misoux (* 1983), deutsche Pornodarstellerin